# God's Philosophers
God's Philosophers: How the Medieval World Laid the Foundations of Modern Science é um livro escrito pelo historiador britânico da ciência James Hannam e publicado em 2009 (Reino Unido: Icon Books).
O livro desafia a visão de que “não havia ciência digna de menção na Idade Média … [e] que a Igreja reteve os escassos avanços que foram feitos”.  Hannam refuta uma série de mitos modernos sobre o cristianismo medieval para argumentar que "estudiosos medievais derrubaram a falsa sabedoria da Grécia antiga para estabelecer as bases da ciência moderna". 
A edição americana do livro foi publicada em 2011 pela Regnery Press sob o título The Genesis of Science: How the Christian Middle Ages Launched the Scientific Revolution.

## Prêmios e indicações
O livro foi selecionado em 2010 para o Royal Society Prize for Science Books.  Em 2011 foi pré-seleccionado para o Prémio Dingle da Sociedade Britânica para a História da Ciência. 